# Thapsos
(Tucidide VI, 97)
Thapsos (Θαψός in greco antico) è uno dei più importanti siti protostorici siciliani. È il centro eponimo per la cosiddetta Cultura di Thapsos che in Sicilia si identifica la media età del bronzo. Il sito è localizzato sulla penisola di Magnisi nel comune di Priolo Gargallo, in provincia di Siracusa.

## Storia

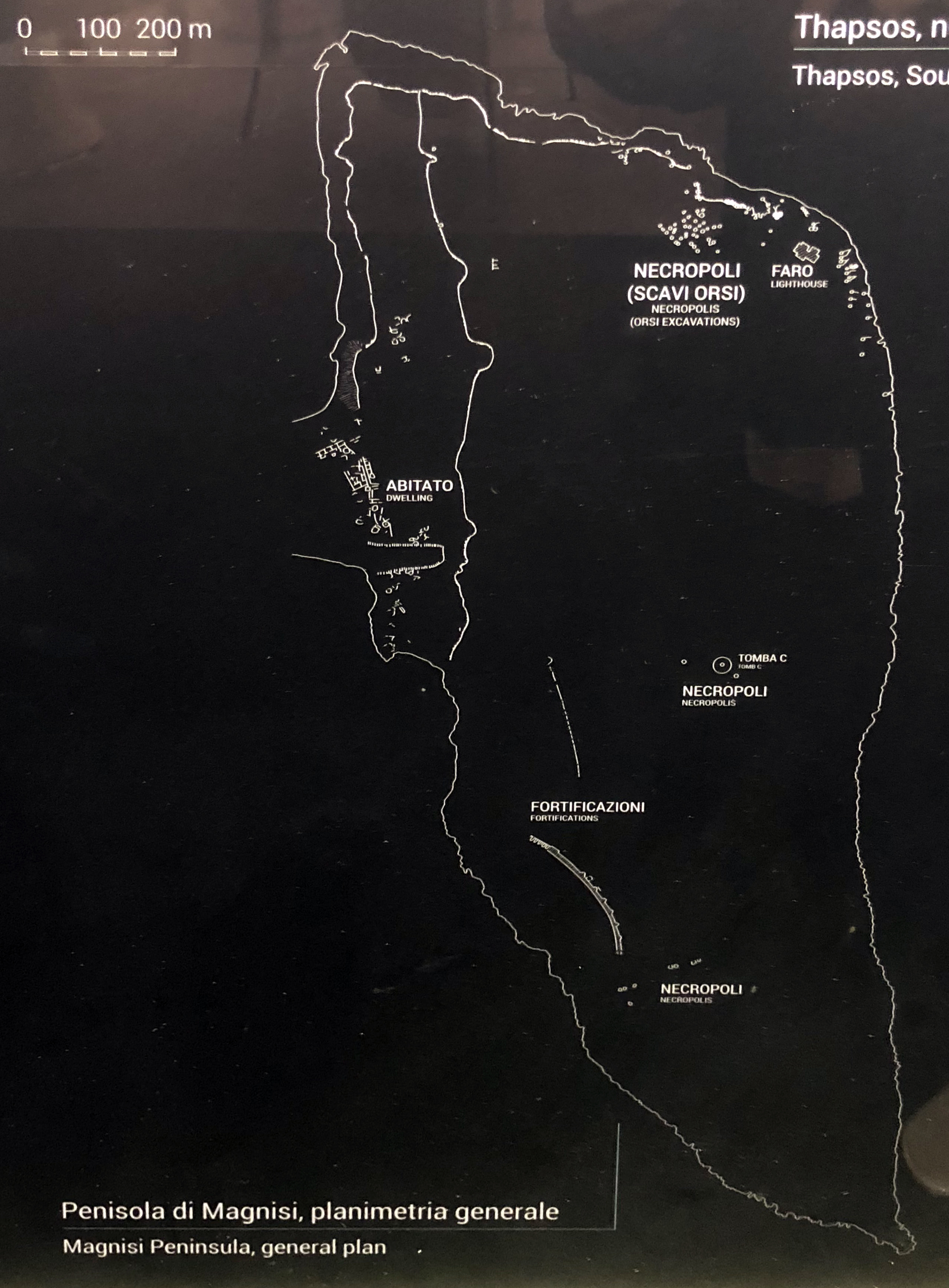
Mappa di Thapsos con la posizione degli insediamenti, delle fortificazioni e delle necropoli.

La cronologia non è ancora certa ma sembra andare dalla prima età del bronzo fino all'VIII secolo a.C., in coincidenza con la colonizzazione greca della Sicilia orientale.
Il sito è stato studiato nel 1880 da Francesco Saverio Cavallari prima e Paolo Orsi poi, Giuseppe Voza e Luigi Bernabò Brea negli anni settanta del Novecento.
Il sito era abitato sin dall'età del bronzo cioè tra il XIV e il XIII sec. a.C. con una sua cultura detta cultura di Thapsos che succede alla cultura di Castelluccio presente nell'entroterra ma è contemporanea alla cultura della zona nord-orientale della Sicilia, precisamente di Milazzo e delle Eolie. La località era ideale come approdo dal mare per la presenza di due golfi a nord e a sud dell'istmo, divenendo subito un importante centro commerciale del Mediterraneo e con scambi con polis come Micene.
Thapsos è particolarmente nota per i rinvenimenti di reperti di origine egea (micenea e cipriota in particolare) che dimostrano rapporti commerciali tra l'Egeo e la Sicilia. Reperti della cultura di Borg in-Nadur testimoniano anche rapporti con l'arcipelago maltese.
La maggior parte dei reperti provenienti dagli scavi di Thapsos è oggi esposta al Museo Archeologico Regionale "Paolo Orsi" di Siracusa.
Secondo lo storico greco Tucidide, che ne ricorda per la prima volta il nome, Thapsos sarebbe stata la prima effimera sede di una colonia di greci Megaresi i quali, dopo la morte del loro ecista Lamis, abbandonarono il sito per mancanza d'acqua e fondarono a poca distanza Megara Iblea (728-727 a.C.). Sempre a Thapsos si accampò l'esercito ateniese prima di assediare Siracusa nel corso della guerra del Peloponneso (415-413 a.C.) fortificando l'approdo.
Nel 1625 Pietro Della Valle, diretto a Catania vede da lontano il promontorio definendolo "un'isoletta coltivata":
()
Di particolare interesse la Torre di Magnisi, struttura circolare solitaria edificata nel 1806 dagli inglesi durante il protettorato sull'isola per timore di un attacco francese.
Sono presenti anche alcuni bunker della seconda guerra mondiale.
Negli anni cinquanta del Novecento, con l'industrializzazione dell'area è stato costruito a sud un pontile Enichem tuttora esistente ma non utilizzato.

## Necropoli

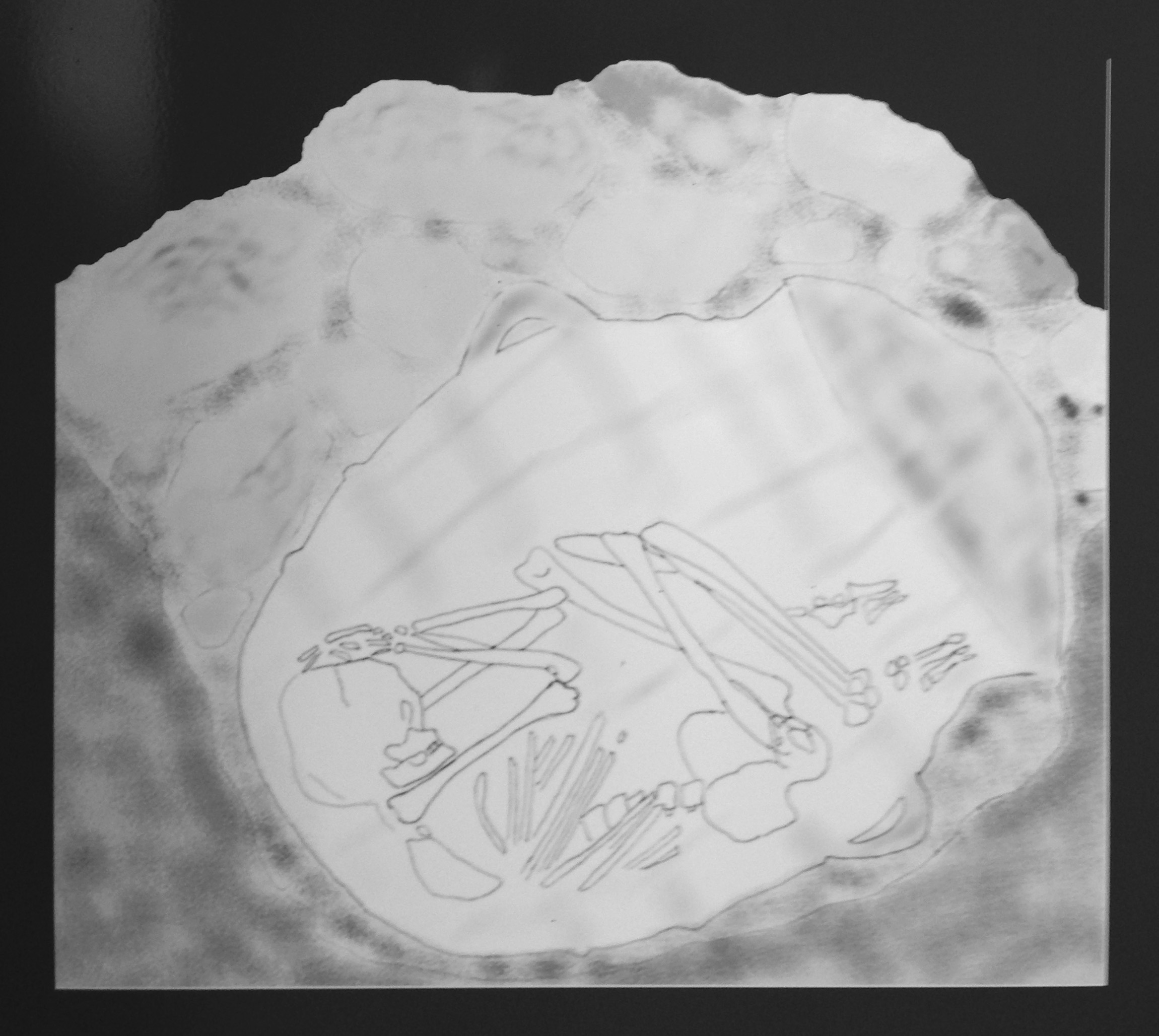
Sepoltura ad Enchytrismos

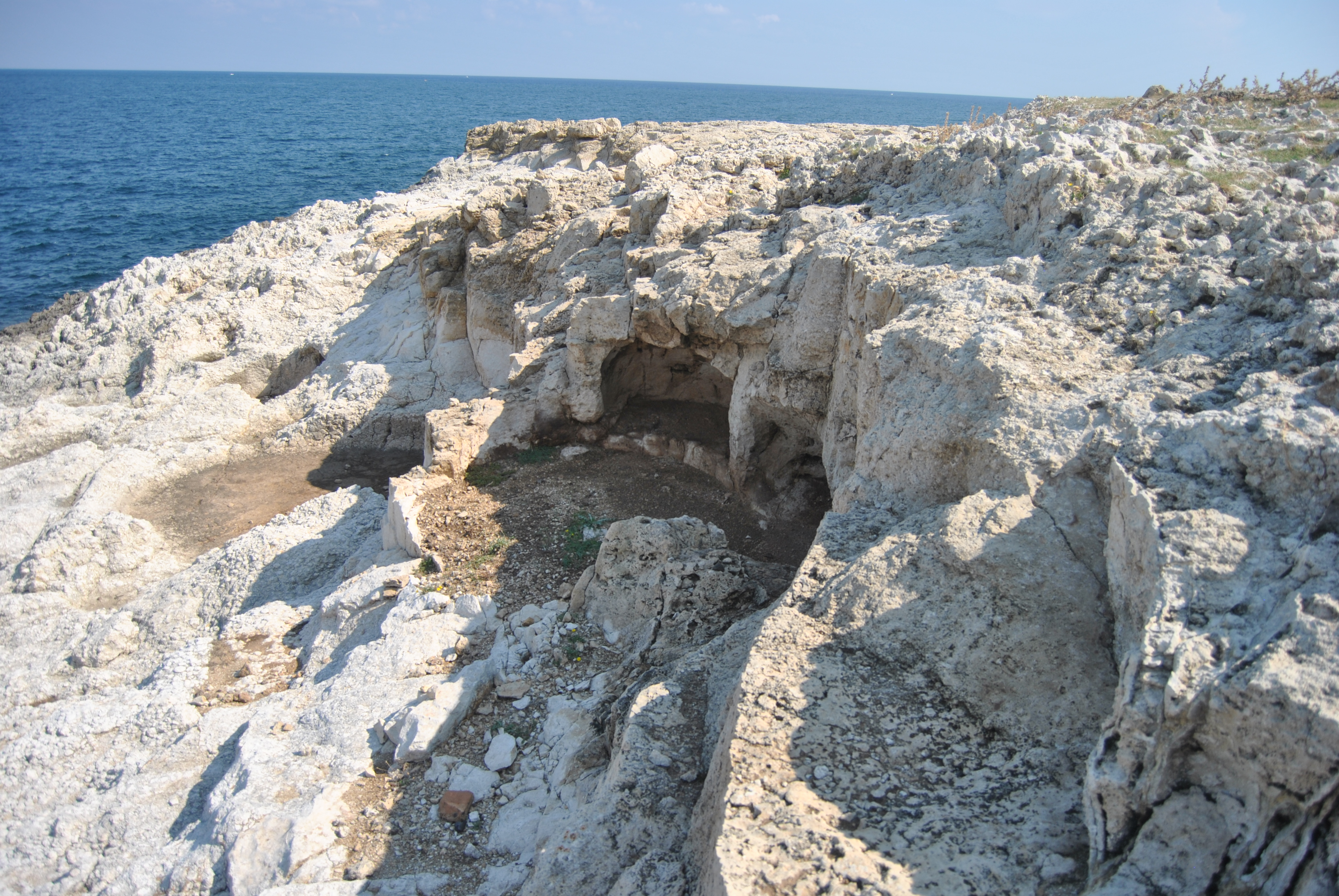
Tomba circolare di Thapsos

È stata individuata una necropoli suddivisa in tre settori, due dei quali con tombe a grotticella artificiale con camere sepolcrali a pianta circolare scavate nella roccia. Si possono trovare anche delle sepolture a camera caratterizzate da vaste dimensioni, alzato a forma di tholos con cella circolare e vestibolo servito da dromos o sepolture a pozzetto con nicchie più o meno riquadrate e basse panchine perimetrali, scavate dove il banco roccioso era pianeggiante. Queste sepolture erano multiple, con un numero variabile di inumati che poteva arrivare anche a cinquanta. I corpi venivano seppelliti con il loro corredo funerario. Le tombe scavate a pochi metri dalla costa e rivolte verso il mare, vicino al faro di Magnisi, presentano un canale per il deflusso dell'acqua che inevitabilmente, durante le mareggiate forti, finiva per lambire o ricoprire la lastra sepolcrale (in pietra o legno) a chiusura dello stesso sepolcro. Questa è probabilmente la più importante caratteristica della necropoli costiera di thapsos. I canali sono visibili dal satellite sia in 2D che in 3D (vedi qui).
Nella zona centrale della penisola è stata trovata una necropoli coeva con sepolture ad enchytrismòs dove gli inumati venivano posizionati senza corredo in recipienti ovoidali cordonati (pithoi) e sistemati in concavità naturali della roccia.

## Abitato
L'abitato occupava l'area circostante l'istmo che collega Thapsos alla costa. Gli scavi hanno individuato le fondazioni di edifici appartenenti a due diverse fasi. Quella più antica del XIV-XIII sec. a.C. con grandi capanne circolari costruite sulla base da muri a secco e supportate poi da tetti e pareti di legno, paglia e argilla. Nella fase successiva gli edifici divennero rettangolari spesso raccolti ad ali intorno a cortili acciottolati. Le abitazioni sembrano avere anche un'organizzazione urbanistica. Questa organizzazione costruttiva venne poi abbandonata nel corso dell'ultima fase di Thapsos tra il XI-IX sec.a.C. quando si tornò a costruire capanne senza un apparente criterio urbanistico. L'abitato era difeso da una fortificazione con torri semicircolari del diametro di 5 m disposte ad intervalli regolari.

## Citazioni

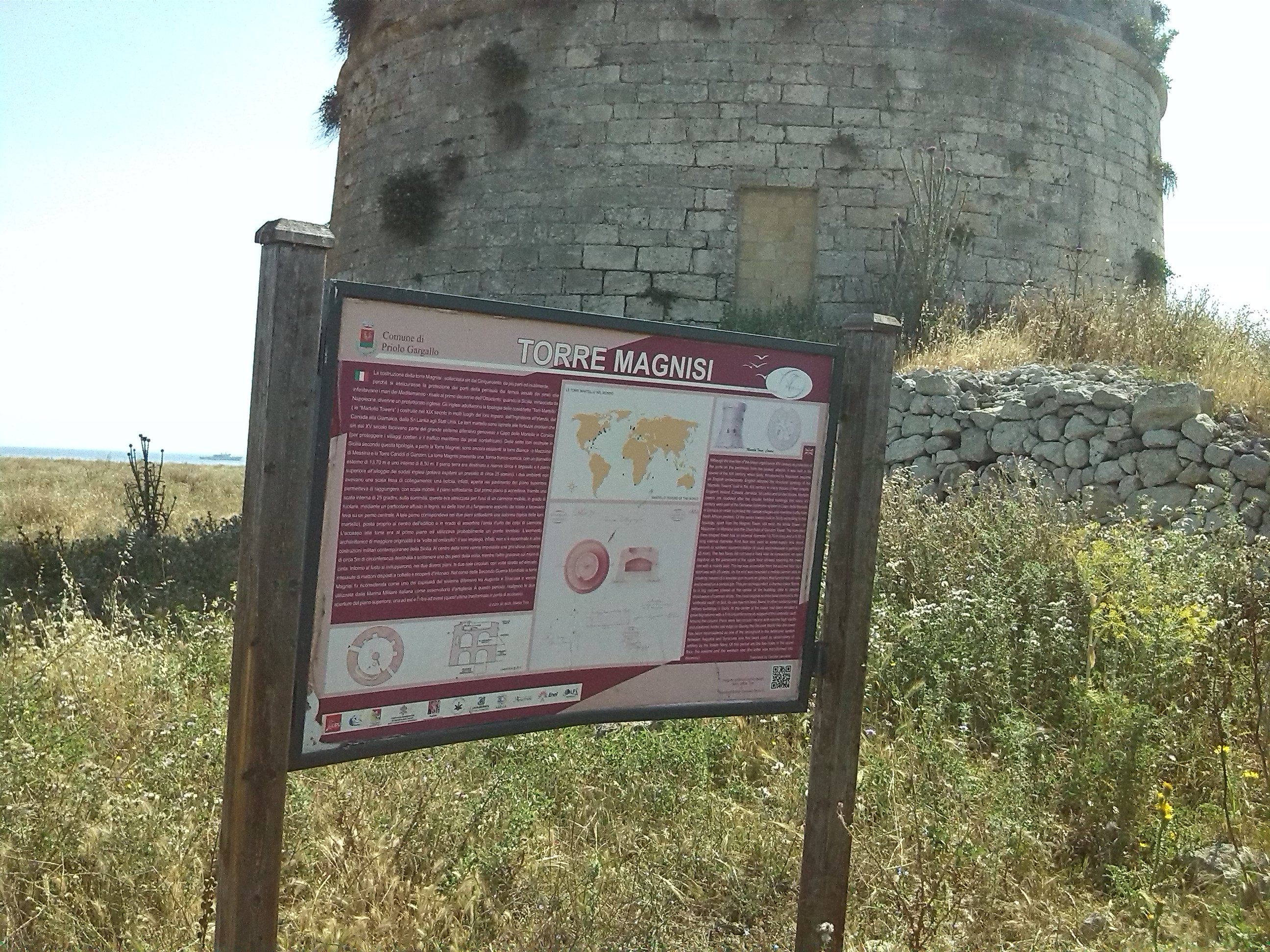
Area archeologica di Thapsos

(Virgilio, Eneide III, 1043)
(Ovidio, Fasti IV, 477)

## Criticità
Nella penisola di Thapsos sono presenti diverse tracce di insediamento industriale. Accanto al pontile della zona sud vi era un'area Enichem di stoccaggio di prodotti industriali, che oggi è di proprietà Enimed. Mentre all'ingresso dell'ismo sono stati scoperti diversi cumuli di polvere di pirite sequestrati dalla Polizia sequestro avvenuto nel 2012. Ad oggi, il materiale è ancora depositato all'ingresso al sito.

## Progetti
Da tempo si parla di portare avanti dei progetti di riqualificazione dell'istmo e di creare una riserva naturale. Ad oggi di concreto c'è solo l'area archeologica dell'insediamento urbano con la creazione di un percorso e di un antiquarium.

## Galleria d'immagini

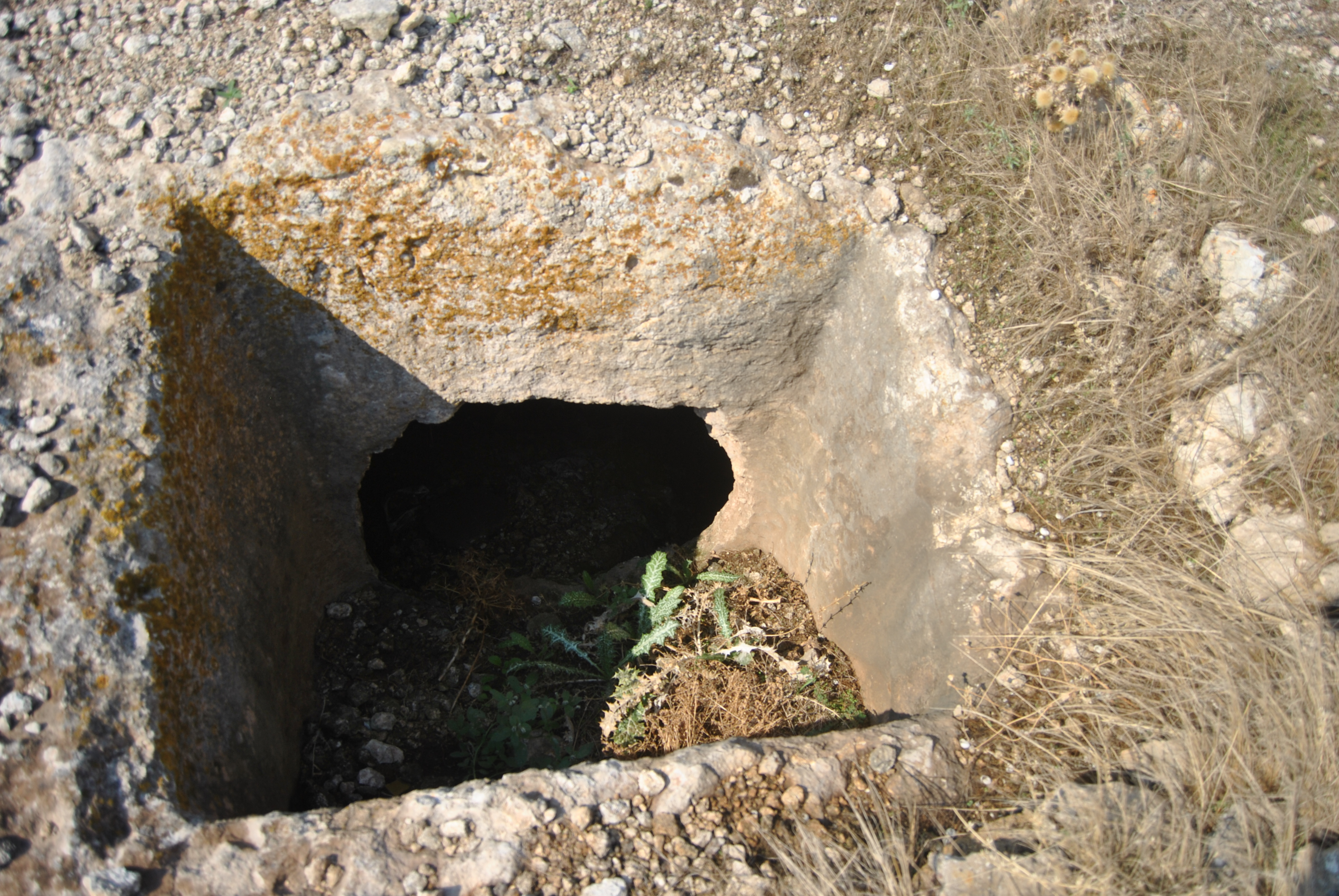
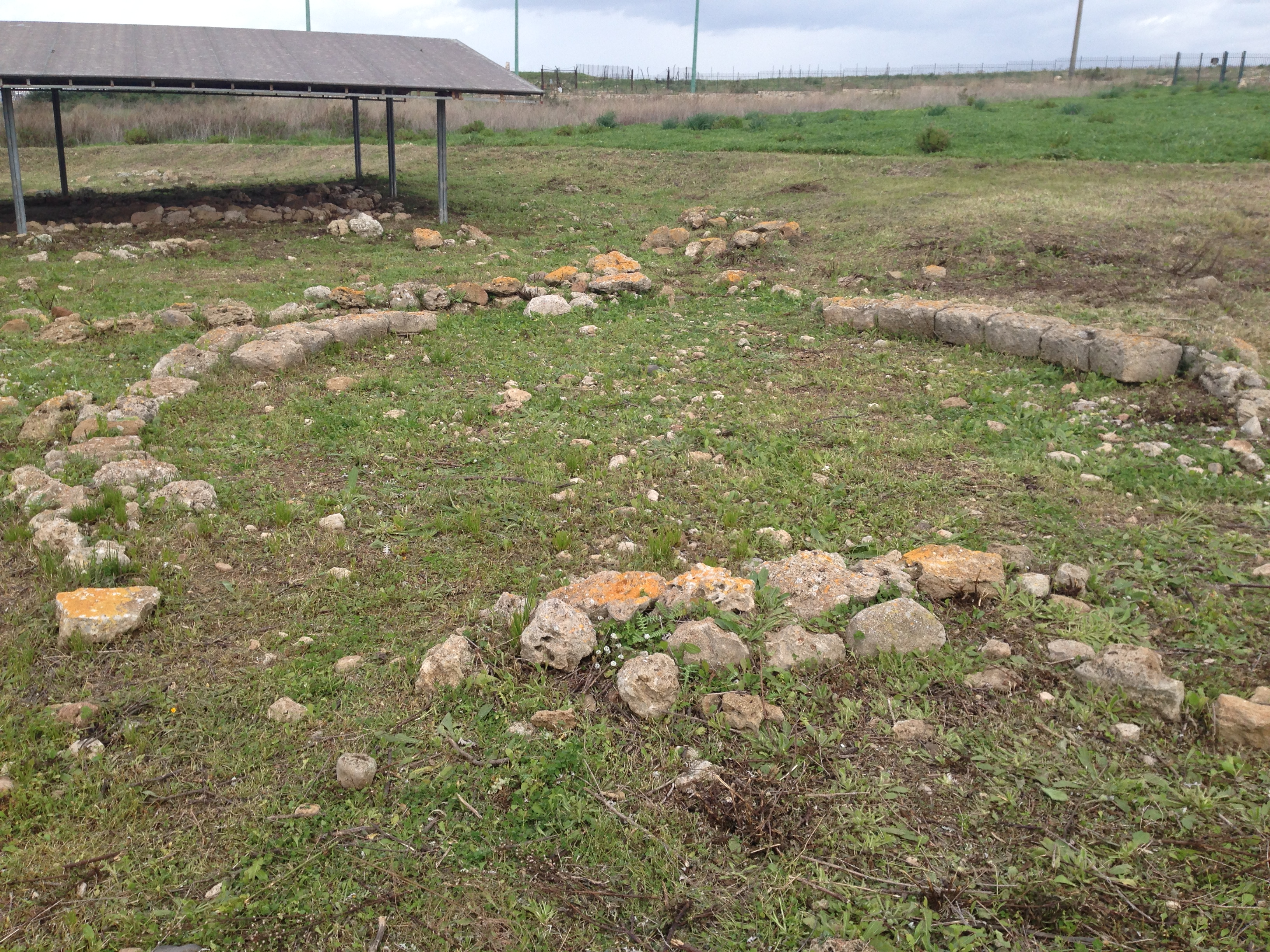
Capanna circolare
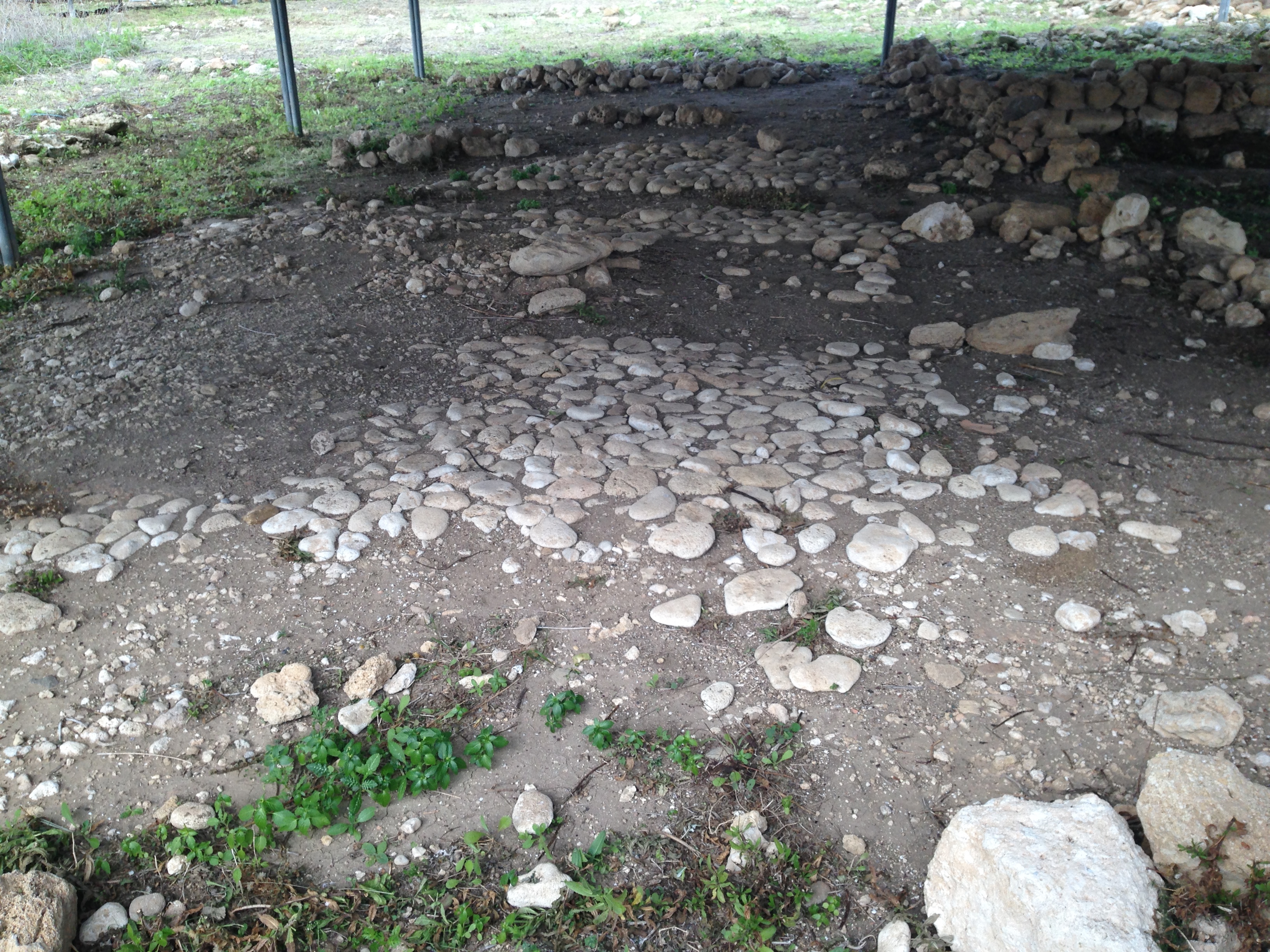
Patio della capanna